# Juan Šikaj
Juan Šikaj (poenostavljeno kitajsko: 袁世凯; tradicionalno kitajsko: 袁世凱), kitajski politik in general, * 16. september 1859, Šiančeng, † 6. junij 1916, Peking
Šikaj je bil kitajski politik in general, ki je služil kot drugi začasni kitajski predsednik, prvi predsednik Kitajske in kitajski cesar. Rodil se je 16. septembra 1859 v kitajski provinci Henan v času dinastije Čing. Pridružil se je vojski Huai. Boril se je v prvi sino-japonski vojni in sodeloval v kitajskem napadu na Korejski polotok.